# Utarp
Utarp est une commune allemande de l'arrondissement de Wittmund, Land de Basse-Saxe.

## Géographie
Située à 14 km de la mer du Nord, la commune comprend les quartiers de Narp et Schlei.

## Histoire
Son territoire est habité dès le Néolithique. La preuve est une tombe mégalithique aujourd'hui détruite, datant de la culture des vases à entonnoir. Au cours d'une fouille en 1878, plusieurs récipients sont retrouvés.
Le village de Narp est mentionné pour la première fois en 1447 sous le nom de "Nyarp". Le nom du lieu vient du vieux frison "Ni-therp", c'est-à-dire "nouveau village". Il devient en 1589 "Neudorp" puis en 1599 "Nyerp". Il prend son nouvel orthographe en 1684.
Le village d'Utarp est mentionné pour la première fois en 1473 comme "tho Uthorpe", du vieux frison signifiant probablement "village à l'extérieur". Il prend le nom en 1585 de "Vthdorp" puis quatre ans après de "Vtorp". Son orthographe actuel vient d'"Utarpe" en 1787.
Le moulin à vent, mentionné pour la première fois en 1684, est arrêté en 1908 et remplacé par un moulin hollandais. Il ne reste que de ce moulin que la base, car la partie supérieure est partie à Bad Zwischenahn.

## Source, notes et références
1. ↑  Utarp, Samtgemeinde Holtriem, Landkreis Wittmund

- (de) Cet article est partiellement ou en totalité issu de l’article de Wikipédia en allemand intitulé « Utarp » (voir la liste des auteurs).